# 526e Infanteriedivisie (Duitsland)
De Duitse 526e Infanteriedivisie (Duits: 526. Infanterie-Division) was een Duitse infanteriedivisie tijdens de Tweede Wereldoorlog. De divisie werd opgericht op 15 oktober 1939 en deed uitsluitend dienst aan het westfront. 
Op 15 oktober 1939 werd de divisie opgericht uit onderdelen van de Grenzwacht-Abschnitt-Kommandos 9. De eenheid werd voornamelijk belast met de verdediging van de Westwall. Op 15 december 1941 werd de divisie opgeheven. Veel onderdelen werden later weer opgericht onder de noemer Divisionstab z.b.V. 526. 

## Commandanten
| Naam                                    | Rang            | Begin            | Eind             |
| --------------------------------------- | --------------- | ---------------- | ---------------- |
| Hans von Sommerfeld                     | Generalleutnant | 25 oktober 1939  | 15 november 1940 |
| Günther Freiherr von Hammerstein-Equord | Generalleutnant | 15 november 1940 | 7 maart 1941     |
| Fritz Kühne                             | Generalleutnant | 7 maart 1941     | 15 december 1941 |

## Samenstelling
- Landeschützen-Regiments-Stab 33
- Landeschützen-Regiments-Stab 76
- Landeschützen Bataillon B
- Landeschützen Bataillon 254
- Landeschützen Bataillon 308
- Landeschützen Bataillon 854
- Landeschützen Bataillon 871
- Landeschützen Bataillon 902
- Landeschützen Bataillon 909